# Lothar Thoms
Lothar Thoms (Guben, 18 de mayo de 1956-Forst, 5 de noviembre de 2017) fue un deportista de la RDA que compitió en ciclismo en la modalidad de pista, especialista en las pruebas de contrarreloj.
Participó en los Juegos Olímpicos de Moscú 1980, obteniendo la medalla de oro en la prueba del kilómetro contrarreloj. Ganó seis medallas en el Campeonato Mundial de Ciclismo en Pista entre los años 1977 y 1983.

## Medallero internacional
| Juegos Olímpicos   | Juegos Olímpicos          | Juegos Olímpicos  | Juegos Olímpicos      |
| Año                | Lugar                     | Medalla           | Competición           |
| ------------------ | ------------------------- | ----------------- | --------------------- |
| 1980               | Moscú (URSS)              | Medalla de oro    | 1 km contrarreloj     |
| Campeonato Mundial |                           |                   |                       |
| Año                | Lugar                     | Medalla           | Competición           |
| 1977               | San Cristóbal (Venezuela) | Medalla de oro    | 1 km contrarreloj (A) |
| 1978               | Múnich (RFA)              | Medalla de oro    | 1 km contrarreloj (A) |
| 1979               | Ámsterdam (Países Bajos)  | Medalla de oro    | 1 km contrarreloj (A) |
| 1981               | Brno (Checoslovaquia)     | Medalla de oro    | 1 km contrarreloj (A) |
| 1982               | Leicester (Reino Unido)   | Medalla de plata  | 1 km contrarreloj (A) |
| 1983               | Zúrich (Suiza)            | Medalla de bronce | 1 km contrarreloj (A) |